# اضطراب (فیلم)
اضطراب فیلمی به کارگردانی ساموئل خاچیکیان و نویسندگی امیر قویدل محصول سال ۱۳۵۴ است.

## خلاصه داستان
شهمیر حسابدار شرکتی است که به دروغ متهم به اختلاس می‌شود، و قبل از دست‌گیری رئیس حسابداری را، که مجرم اصلی است، به قتل می‌رساند و به زندان می‌افتد. او پس از چهار سال از زندان مرخص می‌شود، در حالی که سیامک، برادر همسرش را که افسر پلیس است، در دستگیری خود مقصر می‌داند. شهمیر فرزندش را به باغ وحش می‌برد و در آنجا زنی به نام شهلا با او تماس می‌گیرد و از او می‌خواهد که در ازای دویست و پنجاه هزار تومان دخترخوانده اش لیلا را گروگان بگیرد و از پدر او پدرام یک میلیون تومان مطالبه کند. شهمیر، که مکالمه اش را با شهلا بر نوار صدا ضبط کرده، دست به کار می‌شود و لیلا را که در طراحی این نقشه مشارکت دارد به خانه ای قدیمی می‌برد. موقعی که پدرام و منصور، نامزد لیلا، از غیبت طولانی او دلواپس شده‌اند شهمیر با پدرام تماس می‌گیرد و یک میلیون تومان مطالبه می‌کند. پدرام ازدوستش حسام کمک مالی می‌خواهد و حسام موضوع را با سیامک در میان می‌گذارد. شهمیر کیف پول را از پدرام تحویل می‌گیرد و به مخفی گاه لیلا می‌رود؛ اما با جسد او روبرو می‌شود. در لحظه ای که شهمیر از کیف پول غافل می‌ماند قاتل لیلا کیف را با کیف دیگری عوض می‌کند و جسد لیلا را در صندوق عقب اتومبیل شهمیر می‌گذارد و می‌گریزد. شب هنگام همسرش سیما جسد را در اتومبیل شهمیر می‌بیند. او به شهمیر کمک می‌کند تا جسد را در خارج از شهر رها کند. شهمیر شهلا را با نوار صدایی که از او دارد تهدید می‌کند و به دستور شهلا فرزند شهمیر ربوده می‌شود. او حاضر می‌شود نوار صدا را در ازای آزادی فرزندش به شهلا بدهد؛ اما در وعده گاه با منصور و جسد شهلا مواجه می‌شود. منصور شهمیر را با گلوله زخمی می‌کند و شهمیر او را از پا درمی‌آورد و سرانجام با حضور سیامک و مأموران پلیس غائله ختم می‌شود.

## صداپیشگان
| بازیگر         | گوینده         |
| -------------- | -------------- |
| بهزاد جوانبخش  | ایرج ناظریان   |
| سپیده          | زهره شکوفنده   |
| ایرن زازیانس   | نیکو خردمند    |
| عبداله بوتیمار | حسین عرفانی    |
| خشایار         | نصراله مدقالچی |
| لیلا فروهر     | مینو غزنوی     |

## بازیگران
- بهزاد جوانبخش
- سپیده
- لیلا فروهر
- ایرن زازیانس
- عبداله بوتیمار
- خشایار
- ادوین خاچیکیان